# Dancing Pallbearers

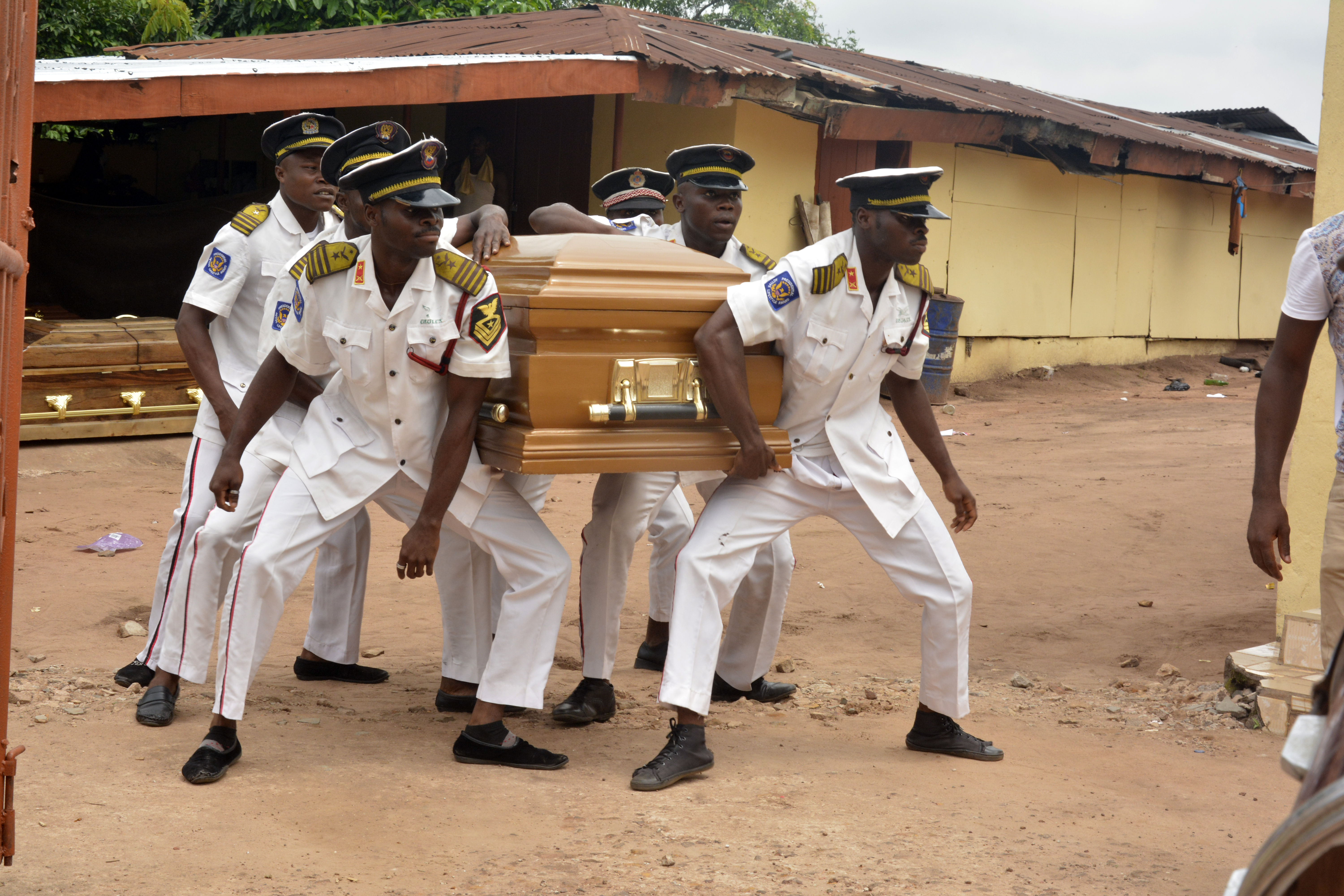
Porteurs de cercueil dansant au Nigeria.

Le Dancing Pallbearers, également connu sous le nom de Dancing Coffin ou de Coffin Dance, est un groupe ghanéen de porteur de cercueil, basé dans la ville côtière de Prampram dans la région du Grand Accra au sud du Ghana. Il se produit dans toute l'Afrique et dans le monde entier,,,. On le surnomme localement Nana Otafrija Pallbearing and Waiting Service ou tout simplement Dada awu,.
Le groupe a attiré l'attention du monde entier pour la première fois en 2017 à la suite d'un reportage de la BBC,  puis, en 2020, les images sont devenues virales grâce à un mème en raison de la pandémie de Covid-19.

## Origine
Les Dancing Pallbearers sont dirigés par Benjamin Aidoo, qui a commencé en tant que porteur de cercueil. Au fil du temps, il a proposé d'ajouter une chorégraphie à son travail à condition que les personnes acceptent de payer des frais supplémentaires lors des funérailles. 
Les Dancing Pallbearers ont fait leur apparition internationale pour la première fois en 2017 lorsqu'ils ont été présentés dans un reportage de BBC News.

## Culture populaire
En avril 2020, le groupe est devenu le sujet d'un mème Internet, sombrement comique, lorsque les porteurs ont fait un clip en se montrant en train de danser avec des cercueils, ce qui a conduit à de nombreux téléchargements sur YouTube et sur TikTok. Les clips sont généralement associés à la chanson Astronomia du DJ russe Tony Igy remixé par le duo néerlandais Vicetone, bien que d'autres personnes utilisent les remix de You Know I'm Go Get de DJ Haning et de Rizky Ayuba (une version remixée de la chanson d'Enrique Iglesias intitulée Finally Found You) ou de Trouble Is a Friend de Lenka. De nombreuses utilisations de ce mème sont généralement associées à la pandémie de Covid-19.
Au Brésil, le mème a été incorporé dans un panneau d'affichage représentant les porteurs dansant avec un cercueil et la légende « Restez à la maison ou dansez avec nous ». En mai, le groupe a publié une vidéo où ils ont encouragé les téléspectateurs à « rester à la maison ou à danser avec nous ».